# Hiéroglyphe égyptien O30
Pour les articles homonymes, voir Poteau (homonymie).
Le poteau, en hiéroglyphes égyptiens, est classifié dans la section O « Bâtiments, parties de bâtiments etc. » de la liste de Gardiner ; il y est noté O30.

## Représentation
Il représente un poteau fourchu de soutien. Il est translittéré sḫnt < zḫnt.

## Utilisation
| O30 | / | z · x · n | t | O30 |

| O30 | / | z · x · n | t | O30 |